# Eduard Arnhold

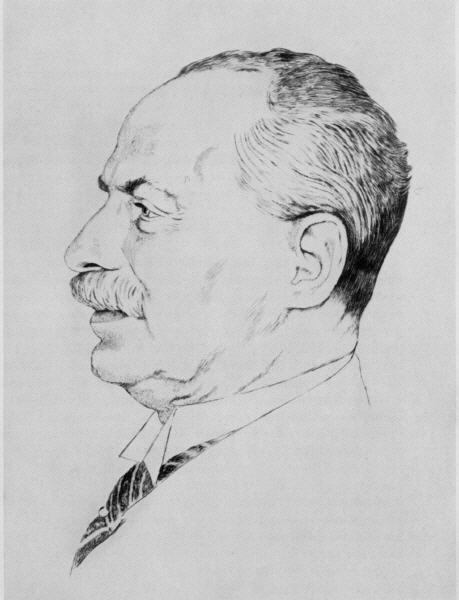
Porträt Arnhold von Emil Orlik

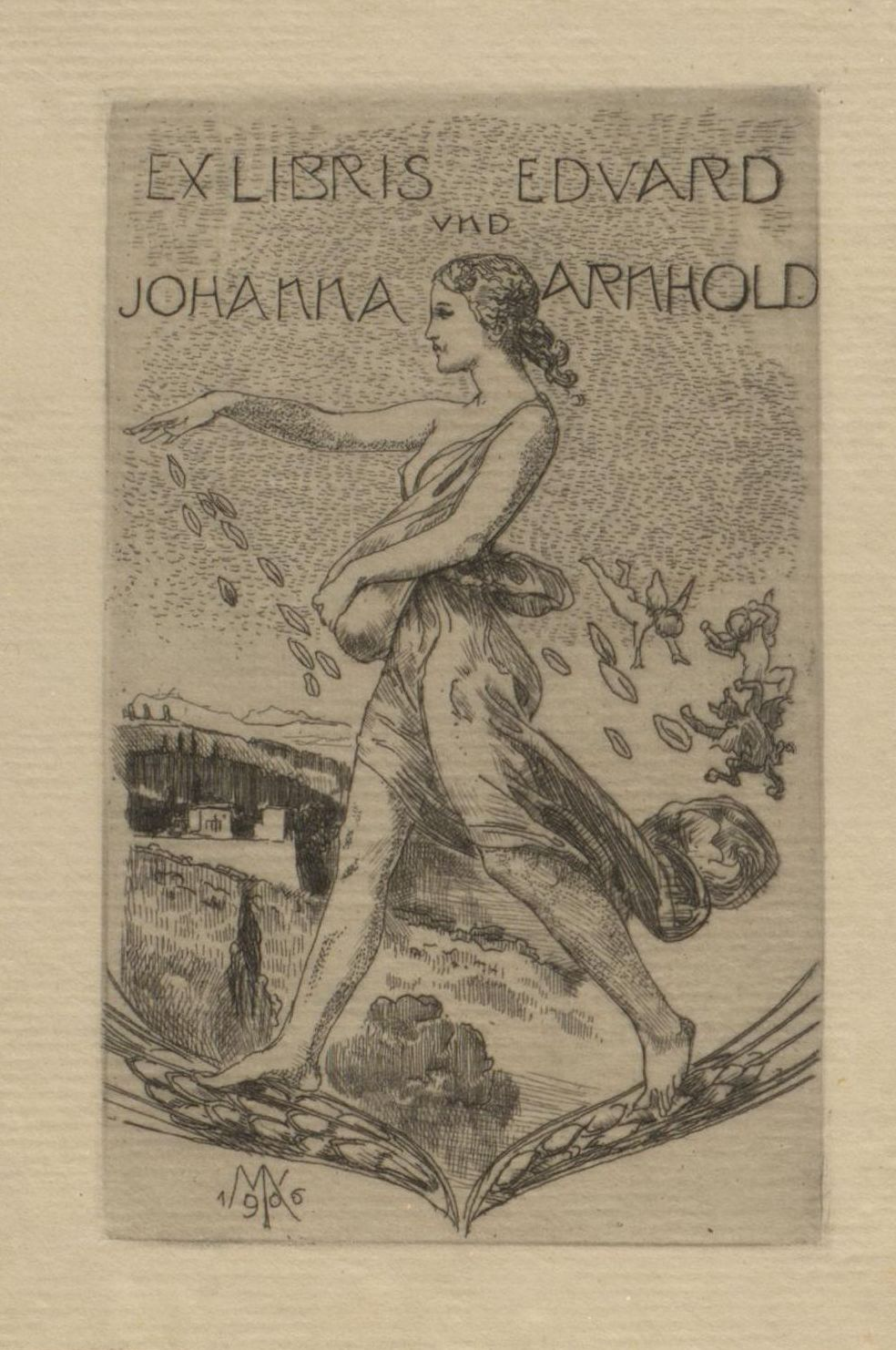
Exlibris des Ehepaars Johanna und Eduard Arnhold von Max Klinger, 1906

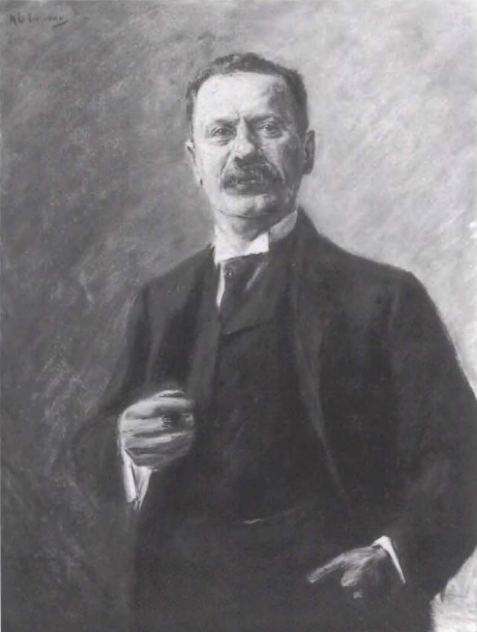
Max Liebermann: Bildnis Eduard Arnhold

Eduard Arnhold (* 10. Juni 1849 in Dessau; † 10. August 1925 in Neuhaus am Schliersee) war ein deutscher Unternehmer, Kunstmäzen und Philanthrop.

## Leben
Eduard Arnhold kam als viertes von acht Kindern des Arztes Adolph Arnhold (1808–1876) und dessen Ehefrau Mathilde, geborene Cohn (1826–1905) in Dessau zur Welt. Beide Eltern entstammten jüdischen Familien. Die späteren Bankiers Georg und Max Arnhold waren seine Brüder. Eduard Arnhold besuchte zunächst die Herzogliche Franzschule in Dessau, eine vormals jüdische, seit 1849 staatliche Handelsschule. 1863 schloss er die Schule ab und trat in Berlin eine Lehrstelle bei dem Kaufmann Caesar Wohllheim an, der über geschäftliche Verbindungen nach Dessau verfügte. Arnholds Familie zog 1864 ebenfalls nach Berlin. Arnhold stieg im Unternehmen von Wollheim rasch auf und wurde nach Jahren bereits Prokurist und Teilhaber – im Alter von nur 25 Jahren.
In der zweiten Hälfte des 19. Jahrhunderts gelang Arnhold mit dem Unternehmen Caesar Wollheim der Aufstieg in die ersten Kreise Berlins, indem er fast den gesamten Handel mit schlesischer Steinkohle am Berliner Markt in seine Hand brachte, was ihn neben vielen anderen Ehrenämtern bis zum Aufsichtsratsvorsitzenden der Großen Berliner Straßenbahn und der Dresdner Bank aufsteigen ließ. Ab 1880 war Eduard Arnhold Mitglied der Gesellschaft der Freunde. Ab 1924 war er Mitglied des Verwaltungsrats der Deutschen Reichsbahn-Gesellschaft.
Kaiser Wilhelm II. berief ihn 1913 als ersten und einzigen Juden in das Preußische Herrenhaus. Dass ihm als nichtkonvertiertem Juden ein Adelstitel „angeboten“ worden sei, den er aber abgelehnt habe, ist eine in den 1920er Jahren entstandene, nicht belegte und in der Forschung mittlerweile als unwahrscheinlich angesehene Legende.
Neben seiner Villa am Wannsee und einer Stadtvilla in der Regentenstraße 19 im Berliner Tiergartenviertel erwarb er um die Jahrhundertwende das Rittergut Hirschfelde bei Werneuchen. In Fiesole bei Florenz erwarb er die Villa Bellagio, die zuvor sein Freund Arnold Böcklin bewohnt hatte. Hier verbrachte die Familie Arnhold regelmäßig im Frühjahr ihre Ferien. Ein weiteres Feriendomizil war der Dürnbachhof in Neuhaus am Schliersee in Bayern.

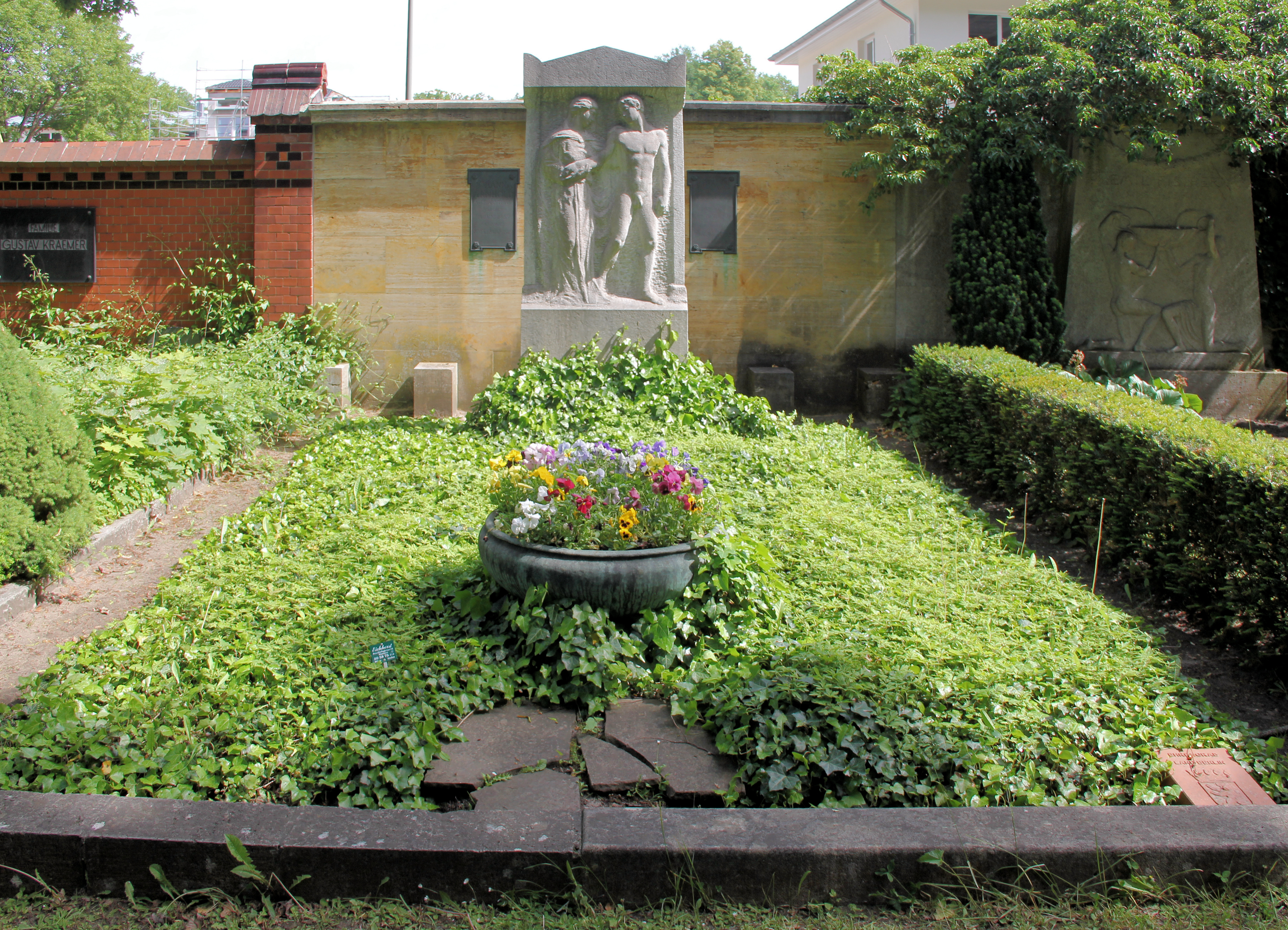
Ehrengrab von Eduard Arnhold in Berlin-Wannsee

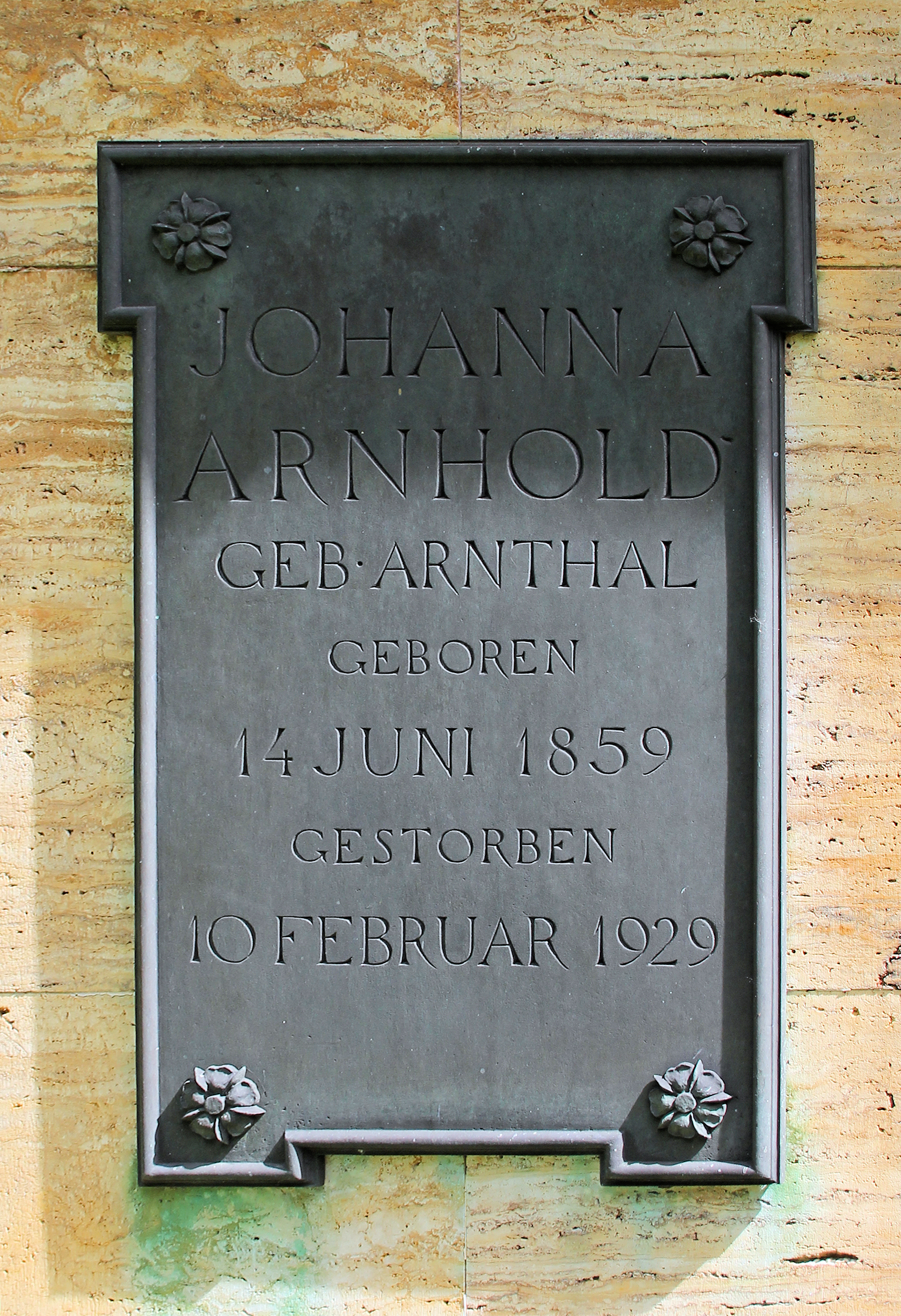
Grabinschrift Johanna Arnhold

Eduard Arnhold starb 1925 im Alter von 76 Jahren in Neuhaus am Schliersee. Sein Grab befindet sich auf dem Friedhof Wannsee II in Berlin-Wannsee. Er ruht dort an der Seite seiner Ehefrau Johanna Arnhold geb. Arnthal (1859–1929). Vor der Grabwand mit Inschriftentafeln steht eine Skulptur des Bildhauers Theodor Georgii, die eine Abschiedsszene darstellt. Auf Beschluss des Berliner Senats ist die letzte Ruhestätte von Eduard Arnhold (Grablage Li AT FW-38) seit 1992 als Ehrengrab des Landes Berlin gewidmet. Die Widmung wurde 2018 um die übliche Frist von zwanzig Jahren verlängert. Erbe der Arnholds wurde deren Adoptivtochter Elisabeth, geborene Mulert (1883–1952). Die aus evangelischem Haus stammende Tochter heiratete 1901 den Chemiker Erich Kunheim. Nach seinem Tod 1921 verehelichte sie sich 1923 mit dem Opernsänger Carl Clewing, von dem sie 1940 geschieden wurde. Der Arnholdsche Besitz ging später auf die Kinder aus der Beziehung mit Erich Kunheim über, darunter Erika Gericke, deren Mann Herbert Gericke von 1928 bis 1938, wie von 1956 bis 1965 die von Arnhold begründete Villa Massimo leitete, gefolgt von ihrer Enkelin, Elisabeth Wolken (geborene Gericke), die schließlich bis 1993 das Amt der Direktorin innehatte.

## Arnhold als Kunstsammler
Arnold zählte Künstler wie Max Liebermann, Arnold Böcklin, Adolph Menzel und Louis Tuaillon zu seinem Freundeskreis und erwarb ihre Kunstwerke. In seiner umfangreichen Kunstsammlung gab es neben Arbeiten deutscher Künstler auch Werke moderner französischer Maler wie Manet, Monet, Courbet, Pissarro und Renoir. In seiner Villa in der Regentenstraße Nr. 19 hatte er eigenes einen Galerietrakt für seine Sammlung errichten lassen. In Hirschfelde gestaltete er die Außenanlagen seines Anwesens zu einem Skulpturenpark um und trug dazu Kunstwerke zahlreicher zeitgenössischer Künstler, aber auch Fundstücke aus fernen Ländern zusammen. Im Park ließ er beispielsweise einen Springbrunnen aus Marmor errichten, der in Herculaneum am Vesuv ausgegraben worden war.

## Arnhold als Mäzen
Arnold gehörte zu den bedeutenden bürgerlichen Kunstmäzenen Berlins. Er spendete wiederholt Beträge an die verschiedenen Staatlichen Museen zu Berlin, darunter Mittel zum Ankauf von Kunstwerken. So half er beim Erwerb von Édouard Manets Im Wintergarten und Charles-François Daubignys Frühlingslandschaft für die Nationalgalerie und Tizians Venus mit dem Orgelspieler für die Gemäldegalerie. Zudem schenkte er der Nationalgalerie Paul Cézannes Stillleben mit Blumen und Früchten, Max Liebermanns Landhaus in Hilversum und August Gauls Skulptur Schafe. Im Rahmen der Tschudi-Spende finanzierte er zusammen mit Robert von Mendelssohn mehrere Kunstwerke, die heute zum Bestand der Münchner Neuen Pinakothek gehören. Zudem stiftete er je einen verkleinerten Abguss der Plastik Amazone zu Pferde von Louis Tuaillon  der Kunsthalle Bremen und dem Metropolitan Museum of Art in New York.
1911 gehörte Arnhold zu den Mitbegründern der 1911 Kaiser-Wilhelm-Gesellschaft zur Förderung der Wissenschaften. Er steuerte zur Gründung 250.000 Mark bei und war bis zu seinem Tod auch Senator der Gesellschaft. Weiterhin stiftete er dem preußischen Staat 1913 die Villa Massimo in Rom als Kulturinstitut. In der mittlerweile in Trägerschaft der Bundesrepublik Deutschland stehenden Villa Massimo erhalten bis heute ausgewählte Künstler Stipendium und Logis. Auch die Stiftung Eduard Arnhold Hilfsfonds in Obhut der Berliner Akademie der Künste gewährt weiterhin Stipendien für bildende Künstler.
Darüber hinaus engagierte sich Arnold auch im sozialen Bereich. 1907 stiftete er das Johannaheim im Hirschfelde benachbarten Werftpfuhl, benannt nach seiner Ehefrau. In diesem Waisenhaus für Mädchen erhielten die Schützlinge eine Ausbildung sowohl in künstlerischer Sicht wie auch mit einer Perspektive für den Arbeitsmarkt. Hinzu kamen großzügige Spenden an über 60 Institutionen die vom Berliner Asyl-Verein für Obdachlose über die deutsche Gesellschaft zu Versorgung verschämter Armer mit freiem Brennmaterial, dem Freiwilligen Erziehungsrat für schulentlassene Waisen bis zur Kriegsblindenschule von Paul Silex reichen. Weiterhin unterstützte er jüdische Einrichtungen wie das Krankenhaus der jüdischen Gemeinde, den Hilfsverein der deutschen Juden und die Jüdische Gemeinde zu Berlin.

## Ehrungen
Nach Arnhold wurde nach der Wende 1989 im Ortsteil Hirschfelde von Werneuchen die vormalige Dorfstraße in Eduard-Arnhold-Straße umbenannt. Sie liegt unweit des Rittergutes Hirschfelde, dem einstigen Landsitz von Arnhold. Bereits 1912, also bereits zu Lebzeiten, wurde nach Arnhold die Arnholdstraße in Britz (heute Berlin-Britz) benannt. Die Straße erhielt 1938 im Rahmen von Straßenumbenennungen aus antisemitischen Gründen die neue Bezeichnung Holzmindener Straße. Dieser Name ist bis heute unverändert. Zur Erinnerung an Eduard und Johanna Arnhold wurde 2024 im Kulturforum Berlin der Platz vor dem zentralen Eingang als Johanna und Eduard Arnhold Platz benannt. Neben dem Ehrengrab in Berlin-Wannsee erinnert eine Gedenkstele in der Villa Massimo in Rom an den Stifter.